# María Auxiliadora Álvarez
María Auxiliadora Álvarez (Caracas, Distrito Federal, Venezuela, 1956) es una poeta, ensayista y profesora de literatura venezolana. Figura de la poesía contemporánea venezolana y latinoamericana. Vivió en Brasil, Colombia y Surinam, y reside en Estados Unidos desde 1996.

## Biografía
Estudió Artes Plásticas en Colombia y Venezuela y es doctora en Literatura Hispánica por University of Illinois at Urbana-Champaign. Es profesora de literatura en Miami University (Ohio). Ha hecho crítica literaria y cultural, y ha expuesto en diferentes ocasiones su trabajo plástico.
Inicia su trayectoria literaria en Venezuela participando en el Taller de poesía de Luis Alberto Crespo en el Centro de Estudios Latinoamericanos Rómulo Gallegos.

## Trayectoria literaria
Su escritura inicial estuvo anclada en el cuerpo propio, cantado a sí mismo como actuante y determinante de la experiencia femenina. Su primera publicación, Cuerpo (1985), es una respuesta directa y de protesta, trascendiendo la historia personal (tras su experiencia de dar a luz en un hospital público) para abordar aspectos sociales y denunciar las situaciones vividas por las mujeres sin privilegios. Esta obra se convertiría en un libro emblemático de la poesía escrita por mujeres, liderando un creciente movimiento de mujeres escritoras en el país, como Antonieta Flores, Gabriela Kizer, Jacqueline Goldberg, Carmen Verde Arocha. Confronta el canon literario masculino con su singular uso del lenguaje, así como con las brechas en las formas poéticas.
En los años 80 se inscribió en la tendencia poética que exploró el tema femenino de forma cada vez más intensa, en la que destacan también figuras como Yolanda Pantin, en Venezuela, y Reina María Rodríguez y Yolanda Blanco en Latinoamérica.
En 2024 gana el Paz Prize for Poetry, organizado por el National Poetry Series de los Estados Unidos.

## Obra

### Poemarios
- La mañana imaginada. Antología poética (2021-1978) (2021). Ed. Juan Carlos Abril
- Piedra en :U (2016)
- Cuerpo y Paréntesis del estupor (2011)
- Las nadas y las noches (Antología) (2009)
- Lugar de pasaje (Antología) (2009)
- El eterno aprendiz y resplandor (2006)
- Pompeya (2003)
- Inmóvil (1996)
- Ca(z)a (1990)
- Cuerpo (1985)
- Mis pies en el origen (1978)

### Antologías
- Latinusa. Poetas latinoamericanos in the USA. Ed. Arturo Dávila. Ciudad de México: Secretaría de Cultura (2016).
- Poesía soy yo. Eds. Ana Merino and Raquel Lanseros (Anthology of Spanish Women Writers XX and XXI-Centuries.) Madrid: Visor (2016).
- Venezuelan Bilingual Anthology (English-Spanish). Eds. Márgara Russotto, Ilan Stavans, Federico Sucre. Michigan University Press (2016).
- Tramas cruzadas. Destinos comunes. Poetas venezolanos contemporáneos. Eds. Alejandro Sebastiani Verlezza and Adalber Salas Hernández, Bogotá, Colombia: Común Presencia (2014).
- 44 Poemas. Poesía hispanoamericana. Ed. Mar Benegas. Valencia: Litera (2013).
- The Princeton Encyclopedia of Poetry and Poetics: Fourth Edition. Edited by Stephen Cushman, Clare Cavanagh, Jahan Ramazani, Paul Rouzer. Princeton University Press (2012).
- Antología. Sesenta Poetas Latinoamericanos traducidos al rumano. Ed. Paul Doru Mugur. Bucarest Cartea Romaneasca (2012).
- El canon literario de Venezuela. Ed. Joaquín Marta Sosa. Madrid: Bartleby Editores (2011).
- LEXAMA. 100 poetas de léxico lezamiano en el centenario de Lezama Lima. Ed. León Félix Batista. República Dominicana (2010).
- Jinetes del aire. Antología de Latinoamérica y el Caribe: Poesía Contemporánea. Ed. Margarito Cuéllar. Quito: Universidad Central del Ecuador/ México: Universidad Autónoma de Nuevo León, México: Ril Editores (2010).
- Antología de la Poesía Venezolana del siglo XX. Ed. Arturo Gutiérrez Plaza. Santiago de Chile: Lom Ediciones (2010).
- Antología VII Encuentro Internacional de Escritores en Costa Rica: Miami: mediaIsla editores, ltd. (2010).
- 99 poetas. Eds. José Manuel Ullán y Manuel Fierro (Galicia, 2008).
- Una gravedad alegre. Poesía latinoamericana al siglo XXI. Ed. Armando Romero (Difácil, Valladolid 2007).
- Poesía venezolana del siglo XX. Selección de Rafael Arráiz Lucca (Visor, 2005).
- Navegación de tres siglos. Antología básica de la poesía venezolana 1826/2002. Selección de Joaquín Marta Sosa (Caracas, 2003).
- Las insulas extrañas (1950-2000), selección de Eduardo Milán, Andrés Sánchez Robayna, José Ángel Valente y Blanca Varela (Galaxia Gutenberg, 2002).
- Poésie Vénézuélienne du XX Siècle. Trad. Priollaud y Migeot. (Suiza, 2002)
- Prístina y última piedra. Antología de la poesía latinoamericana. Eds. Eduardo Milán y Ernesto Lumbreras (México: Aldus, 1999).
- Norte y sur de la poesía iberoamericana. (Ed. Consuelo Treviño. Bogotá, 1997).
- Diez de Ultramar. Joven poesía latinoamericana. Ed. Ramón Cote (Visor, 1992)

## Premios y reconocimientos
- Premio de Poesía del Consejo Municipal de Cali (Colombia, 1974)
- Premio Fundarte de Poesía (Caracas, 1990)
- Internacional Award María Pia Gratton (Estados Unidos, 1999)
- Paz Prize for Poetry (Estados Unidos, 2024)